# Peter Ingmar Karlsson
Peter Ingmar Karlsson (ur. 12 lipca 1976 w Säffle) – szwedzki żużlowiec.
Trzykrotny medalista indywidualnych mistrzostw Szwecji młodzików: dwukrotnie złoty (1991, 1993) oraz brązowy (1992). Dwukrotny medalista młodzieżowych indywidualnych mistrzostw Szwecji: złoty (Vetlanda 1997) oraz srebrny (Hallstavik 1996). Srebrny medalista mistrzostw Szwecji par klubowych (2000). Srebrny medalista drużynowych mistrzostw Szwecji (1999). Sześciokrotny finalista indywidualnych mistrzostw Szwecji (najlepszy wynik: Vetlanda 1997 – X miejsce).
Reprezentant Szwecji na arenie międzynarodowej. Finalista indywidualnych mistrzostw Europy (Slaný 2003 – X miejsce). Wielokrotny uczestnik eliminacji indywidualnych mistrzostw świata (najlepszy wynik: Elgane 2000 – XIV miejsce w finale skandynawskim).
W lidze szwedzkiej reprezentował barwy klubów: Indianerna Kumla (1996–1997), Masarna Avesta (2000–2001) oraz Valsarna Hagfors (2002–?), w brytyjskiej – Workington Comets (1999–2003), natomiast w polskiej – Kolejarz Opole (2003).